# ASM Clermont Auvergne-Stade français Paris en rugby à XV
Cet article retrace l'historique détaillé des confrontations entre les deux clubs français de rugby à XV de l'ASM Clermont Auvergne et du Stade français Paris.

## Confrontations
| No | Date              | Lieu                                    | Match                                  | Score   | Compétition                           |
| -- | ----------------- | --------------------------------------- | -------------------------------------- | ------- | ------------------------------------- |
| 1  | 3 février 1924    | Stade Marcel-Michelin, Clermont-Ferrand | AS Montferrand – CASG                  | 10 – 3  | Championnat de 2e division (2e phase) |
| 2  | 16 mars 1930      | Grenoble                                | Stade français – AS Montferrand        | 6 – 0   | Championnat (2e phase)                |
| 3  | 4 octobre 1931    | Stade Jean-Bouin, Paris                 | CASG – AS Montferrand                  | 5 – 5   | Challenge Yves du Manoir (poule)      |
| 4  | 9 octobre 1932    | Stade Marcel-Michelin, Clermont-Ferrand | AS Montferrand – CASG                  | 22 – 6  | Challenge Yves du Manoir (poule)      |
| 5  | 22 janvier 1933   | Stade Jean-Bouin, Paris                 | CASG – AS Montferrand                  | 18 – 0  | Championnat (1re phase)               |
| 6  | 19 février 1933   | Stade Jean-Bouin, Paris                 | Stade français – AS Montferrand        | 0 – 0   | Championnat (1re phase)               |
| 7  | 21 janvier 1934   | Stade Marcel-Michelin, Clermont-Ferrand | AS Montferrand – CASG                  | 33 – 0  | Championnat (1re phase)               |
| 8  | 28 janvier 1934   | Stade Marcel-Michelin, Clermont-Ferrand | AS Montferrand – Stade français        | 31 – 9  | Challenge Yves du Manoir (poule)      |
| 9  | 9 octobre 1938    | Stade Jean-Bouin, Paris                 | CASG – AS Montferrand                  | 0 – 3   | Challenge Yves du Manoir (poule)      |
| 10 | 6 janvier 1946    | Stade Jean-Bouin, Paris                 | CASG – AS Montferrand                  | 14 – 6  | Championnat (2e phase)                |
| 11 | 23 avril 1950     | Stade Marcel-Michelin, Clermont-Ferrand | AS Montferrand – CASG                  | 14 – 0  | Coupe de France (16e de finale)       |
| 12 | 4 novembre 1951   | Stade Jean-Bouin, Paris                 | CASG – AS Montferrand                  | 9 – 13  | Championnat (1re phase)               |
| 13 | 7 mars 2000       | Bourges                                 | Stade français – AS Montferrand        | 29 – 22 | Coupe de France (quart de finale)     |
| 14 | 5 octobre 2002    | Stade Marcel-Michelin, Clermont-Ferrand | AS Montferrand – Stade français        | 22 – 12 | Top 16                                |
| 15 | 8 février 2003    | Stade Jean-Bouin, Paris                 | Stade français – AS Montferrand        | 15 – 3  | Top 16                                |
| 16 | 30 décembre 2003  | Stade Marcel-Michelin, Clermont-Ferrand | AS Montferrand – Stade français        | 18 – 13 | Top 16                                |
| 17 | 28 avril 2004     | Stade Jean-Bouin, Paris                 | Stade français – AS Montferrand        | 53 – 10 | Top 16                                |
| 18 | 8 octobre 2004    | Stade Jean-Bouin, Paris                 | Stade français – ASM Clermont Auvergne | 28 – 19 | Top 16                                |
| 19 | 8 avril 2005      | Stade Marcel-Michelin, Clermont-Ferrand | ASM Clermont Auvergne – Stade français | 34 – 19 | Top 16                                |
| 20 | 8 octobre 2005    | Stade Marcel-Michelin, Clermont-Ferrand | ASM Clermont Auvergne – Stade français | 23 – 12 | Top 14                                |
| 21 | 10 décembre 2005  | Stade Marcel-Michelin, Clermont-Ferrand | ASM Clermont Auvergne – Stade français | 12 – 16 | Coupe d'Europe (poule)                |
| 22 | 18 décembre 2005  | Stade Jean-Bouin, Paris                 | Stade français – ASM Clermont Auvergne | 47 – 28 | Coupe d'Europe (poule)                |
| 23 | 7 avril 2006      | Stade Jean-Bouin, Paris                 | Stade français – ASM Clermont Auvergne | 28 – 15 | Top 14                                |
| 24 | 30 août 2006      | Stade Jean-Bouin, Paris                 | Stade français – ASM Clermont Auvergne | 45 – 13 | Top 14                                |
| 25 | 2 décembre 2006   | Stade Marcel-Michelin, Clermont-Ferrand | ASM Clermont Auvergne – Stade français | 29 – 17 | Top 14                                |
| 26 | 9 juin 2007       | Stade de France, Saint-Denis            | Stade français – ASM Clermont Auvergne | 23 – 18 | Top 14 (finale)                       |
| 27 | 27 octobre 2007   | Stade de France, Saint-Denis            | Stade français – ASM Clermont Auvergne | 23 – 17 | Top 14                                |
| 28 | 16 mars 2008      | Stade Marcel-Michelin, Clermont-Ferrand | ASM Clermont Auvergne – Stade français | 50 – 12 | Top 14                                |
| 29 | 1er novembre 2008 | Stade Marcel-Michelin, Clermont-Ferrand | ASM Clermont Auvergne – Stade français | 22 – 6  | Top 14                                |
| 30 | 4 avril 2009      | Stade de France, Saint-Denis            | Stade français – ASM Clermont Auvergne | 19 – 21 | Top 14                                |
| 31 | 31 octobre 2009   | Stade Marcel-Michelin, Clermont-Ferrand | ASM Clermont Auvergne – Stade français | 19 – 19 | Top 14                                |
| 32 | 3 avril 2010      | Stade de France, Saint-Denis            | Stade français – ASM Clermont Auvergne | 19 – 10 | Top 14                                |
| 33 | 30 octobre 2010   | Stade Marcel-Michelin, Clermont-Ferrand | ASM Clermont Auvergne – Stade français | 27 – 3  | Top 14                                |
| 34 | 16 avril 2011     | Stade de France, Saint-Denis            | Stade français – ASM Clermont Auvergne | 12 – 20 | Top 14                                |
| 35 | 29 avril 2011     | Stade Charléty, Paris                   | Stade français – ASM Clermont Auvergne | 29 – 25 | Challenge européen (demi-finale)      |
| 36 | 5 novembre 2011   | Stade de France, Saint-Denis            | Stade français – ASM Clermont Auvergne | 37 – 16 | Top 14                                |
| 37 | 14 avril 2012     | Stade Marcel-Michelin, Clermont-Ferrand | ASM Clermont Auvergne – Stade français | 25 – 9  | Top 14                                |
| 38 | 28 septembre 2012 | Stade Marcel-Michelin, Clermont-Ferrand | ASM Clermont Auvergne – Stade français | 28 – 25 | Top 14                                |
| 39 | 2 mars 2013       | Stade de France, Saint-Denis            | Stade français – ASM Clermont Auvergne | 10 – 37 | Top 14                                |
| 40 | 8 septembre 2013  | Stade Jean-Bouin, Paris                 | Stade français – ASM Clermont Auvergne | 23 – 16 | Top 14                                |
| 41 | 8 février 2014    | Stade Marcel-Michelin, Clermont-Ferrand | ASM Clermont Auvergne – Stade français | 25 – 13 | Top 14                                |
| 42 | 8 novembre 2014   | Stade Marcel-Michelin, Clermont-Ferrand | ASM Clermont Auvergne – Stade français | 51 – 9  | Top 14                                |
| 43 | 28 mars 2015      | Stade Jean-Bouin, Paris                 | Stade français – ASM Clermont Auvergne | 40 – 26 | Top 14                                |
| 44 | 13 juin 2015      | Stade de France, Saint-Denis            | Stade français – ASM Clermont Auvergne | 12 – 6  | Top 14 (finale)                       |
| 45 | 8 novembre 2015   | Stade Jean-Bouin, Paris                 | Stade français – ASM Clermont Auvergne | 14 – 9  | Top 14                                |
| 46 | 22 mai 2016       | Stade Marcel-Michelin, Clermont-Ferrand | ASM Clermont Auvergne – Stade français | 36 – 10 | Top 14                                |
| 47 | 3 septembre 2016  | Stade Jean-Bouin, Paris                 | Stade français – ASM Clermont Auvergne | 30 – 30 | Top 14                                |
| 48 | 23 décembre 2016  | Stade Marcel-Michelin, Clermont-Ferrand | ASM Clermont Auvergne – Stade français | 46 – 10 | Top 14                                |
| 49 | 28 octobre 2017   | Stade Marcel-Michelin, Clermont-Ferrand | ASM Clermont Auvergne – Stade français | 33 – 10 | Top 14                                |
| 50 | 7 avril 2018      | Stade Jean-Bouin, Paris                 | Stade français – ASM Clermont Auvergne | 50 – 13 | Top 14                                |
| 51 | 8 septembre 2018  | Stade Marcel-Michelin, Clermont-Ferrand | ASM Clermont Auvergne – Stade français | 42 – 20 | Top 14                                |
| 52 | 28 avril 2019     | Stade Jean-Bouin, Paris                 | Stade Français – ASM Clermont Auvergne | 25 – 41 | Top 14                                |
| 53 | 29 septembre 2019 | Stade Jean-Bouin, Paris                 | Stade Français – ASM Clermont Auvergne | 18 – 32 | Top 14                                |
| 54 | 25 janvier 2020   | Stade Marcel-Michelin, Clermont-Ferrand | ASM Clermont Auvergne – Stade français | 29 – 19 | Top 14                                |
| 55 | 18 octobre 2020   | Stade Marcel-Michelin, Clermont-Ferrand | ASM Clermont Auvergne – Stade français | 41 – 27 | Top 14                                |
| 56 | 27 mars 2021      | Stade Jean-Bouin, Paris                 | Stade Français – ASM Clermont Auvergne | 27 – 34 | Top 14                                |
| 57 | 10 octobre 2021   | Stade Jean-Bouin, Paris                 | Stade français – ASM Clermont Auvergne | 22 – 14 | Top 14                                |
| 58 | 30 avril 2022     | Stade Marcel-Michelin, Clermont-Ferrand | ASM Clermont Auvergne – Stade français | 29 – 26 | Top 14                                |
| 59 | 3 septembre 2022  | Stade Jean-Bouin, Paris                 | Stade français – ASM Clermont Auvergne | 24 – 18 | Top 14                                |
| 60 | 6 mai 2023        | Stade Marcel-Michelin, Clermont-Ferrand | ASM Clermont Auvergne – Stade français | 32 – 16 | Top 14                                |
| 61 | 6 janvier 2024    | Stade Jean-Bouin, Paris                 | Stade français – ASM Clermont Auvergne | 14 – 14 | Top 14                                |
| 62 | 27 avril 2024     | Stade Marcel-Michelin, Clermont-Ferrand | ASM Clermont Auvergne – Stade français | 41 – 18 | Top 14                                |
| 63 | 26 octobre 2024   | Stade Jean-Bouin, Paris                 | Stade français – ASM Clermont Auvergne | 36 – 6  | Top 14                                |
| 64 | 31 mai 2025       | Stade Marcel-Michelin, Clermont-Ferrand | ASM Clermont Auvergne – Stade français | 55 – 20 | Top 14                                |

## Statistiques

### Matchs invaincus
- Clermont : 6 (3 ans)
- Paris : 4 (2 ans)

### Total
- Nombre de rencontres  : 64
- Premier match gagné par les Clermontois : 3 février 1924
- Premier match gagné par les Parisiens : 16 mars 1930
- Dernier match gagné par les Clermontois : 1er juin 2025
- Dernier match gagné par les Parisiens  : 26 octobre 2024
- Plus grand nombre de points marqués par les Clermontois : 55 points le 31 mai 2025 (gagné)
- Plus grand nombre de points marqués par les Parisiens : 53 points le 28 avril 2004 (gagné)
- Plus grande différence de points dans un match gagné par les Clermontois : +42 le 8 novembre 2014
- Plus grande différence de points dans un match gagné par les Parisiens : +43 le 28 avril 2004
- Meilleur scoreur Clermontois dans les confrontations: Brock James, 179 points
- Meilleur scoreur Parisien dans les confrontations: Lionel Beauxis, 70 points

### Bilan
- Nombre de rencontres  : 64
- Victoires clermontoises: 35
- Victoires parisiennes  : 24
- Matchs nuls : 5